# Tremkó György
Tremkó György (Székesfehérvár, 1888. május 1. – Érd, 1976. február 5.) vezetőjegyző. 

## Élete
Szülei Tremkó Ferenc vendéglős és Kruppai Róza. Miután elvégezte a középiskolát, jegyzői tanfolyamra járt. Előbb Vereben működött mint segédjegyző 1908 és 1920 között, 1920-tól 1930-ig Tárnokon jegyző, majd 1930. szeptember 5-től Adonyban volt vezetőjegyző. Az Országos Jegyző és Árvaházegyesület választmányi tagja és Fejér vármegye törvényhatósági bizottságának tagja volt. 1927-ben nősült meg, két gyermeke született. A nyilas hatalomátvételt követően állásából felfüggesztették. 1945 után Lajosmizsén és Nádasdladányban volt körjegyző. Miután nyugdíjba vonult, Agárdon, majd Érden lakott. Szabadidejében akvarellek készítésével is foglalkozott. Sírja a székesfehérvári Hosszú-temetőben található.

## Művei
- Temető-kultúra. Budapest, 1928. (U. az Szegedi ny. 1941)
- Minta és példatár a községi jegyzők és anyakönyvvezetők által végezhető magánmunkálatokról. Gerőfy Gyulával. 2. kiad. Budapest, 1934. (3. kiad. 1938, 4. kiad. 1941, 5. kiad. 1942)
- Községi háztartási minta- és példatár. Gerőfy Gyulával. Budapest, [1941]